# USS LST-889
O USS LST-889 foi um navio de guerra norte-americano da classe LST que operou durante a Segunda Guerra Mundial.